# Цветомир Тодоров
Цветомир Митков Тодоров е български футболист, който играе за Струмска слава като централен нападател. Роден е на 31 март 1991 г. Висок e 173 см. Юноша на Асколи Калчо 1898.

## Успехи
Бдин (Видин)
- Голмайстор на Северозападна В група – 2015